# 赫兹
赫兹（hertz，符号：Hz），常简称赫，是频率的国际单位制单位，表示每一秒周期性事件发生的次数。赫兹是以首个用实验验证电磁波存在的科学家海因里希·赫兹命名，常用于描述正弦波、乐音、无线电通讯以及计算机时钟频率等。

## 定义
赫兹的定义为每一秒周期性事件发生的次数，而國際度量衡委員會将秒定义为：銫133原子基态的兩個超精細能階間躍遷對應輻射的9,192,631,770個週期的持續時間，因此銫133原子基態的兩個超精細能階間躍遷對應輻射的频率被定义为9,192,631,770赫兹。
较高的频率可以使用kHz（103Hz）、MHz（106Hz）、GHz（109Hz）和THz（1012Hz）等单位来描述。
虽然角速度和角频率与频率一样，具有时间倒数的量纲，但是他们并不用赫兹来表示，而使用弧度每秒（rad/s）作为单位。一个每分钟旋转60圈的圆盘的角速度是2π rad/s，频率为1Hz。角频率{\displaystyle \omega }与频率{\displaystyle f}的转换关系为：
{\displaystyle \omega =2\pi f.}

## 历史
为了纪念德国物理学家海因里希·赫兹对电磁学做出的贡献，频率的单位由他的姓命名。这一命名于1930年由国际电工委员会提出，并于1960年获得國際度量衡大會接受，替代“每秒周数”成为频率的单位。1970年代，“赫兹”基本取代“每秒周数”。时至今日，一些出版物仍在使用旧的单位，例如爱好者杂志《电子画报》（英語：Electronics Illustrated）声明他们会沿用原先的单位。

## 应用

一个频率变化的正弦波

心跳是一种非正弦的周期性现象，亦可用频率描述。图中为两个周期。

### 振动
振动是指一个物体相对于静止参照物或处于平衡状态的物体的往复运动。由于往复运动具有周期性，振动可以用频率描述。一种典型的振动是声波。声波是由空气分子作周期性振动产生的，振动的频率即是声音的频率。对于不同频率的声音，人们会听到不同的音高。音乐中不同音高的音符的基本頻率对应赫兹数是固定的，例如中央C上方的A音的基频是440赫兹。婴儿能听见20赫兹至20000赫兹的声音，一个普通的成年人可以听见20赫兹至16000赫兹的声音
其他物理振动，例如分子振動的频率可高至太赫兹的数量级。

### 电磁波
频率是电磁波的一项重要特征，它是指电磁波中電場与磁場振荡的频率，通常用赫兹表示。无线电通讯中使用的电磁波频率通常为kHz、MHz及GHz频段。可见光对应的频率为430–790THz，红外线为几十THz，紫外线为几千THz。频率为0.3到3THz的电磁波常称为太赫輻射。频率高至EHz的电磁波则属于伽马射线。对于可见光及更高频率的电磁波，通常使用波长或光子能量，而非频率来描述。

### 计算机
在计算机领域，绝大多数中央处理器（CPU）以MHz或GHz标识它们的时钟频率。这一数值是指CPU的主时钟脉冲信号的频率。时钟脉冲信号是一种数字信号，以方波的形式出现，在高电平和低电平中不断切换。赫兹已成为普通大众接受的测量CPU性能的主要测量单位，但许多专家并不认同。他们认为这是一种可以轻易操纵的评价方式。有报道指出，由于不同的设计方式，某些CPU可以在一个周期中处理更多指令，使它快于其他具有更高时钟频率的CPU。除了时钟频率以外，还有晶体管数量、缓存大小和总线速度等许多其他影响CPU性能的因素。对于家用的个人计算机而言，CPU的时钟频率从1970年代的1MHz到IBM POWER的6GHz不等。
不同的计算机总线具有不同的工作频率，一般以MHz表示。例如前端总线的频率从533MHz至1600MHz不等。
对于无线通信而言，根据奈奎斯特稳定判据，其使用的信号带宽越大，在理论上可以承载的最大传输速率越大。

### 交流电
交流电使用Hz表示其电压变化的频率。日常生活中的交流电的频率一般为50赫兹或60赫兹，而无线电技术中涉及的交流电频率一般较大，达到kHz及MHz。不同国家的电力系统的交流电频率不同，通常为50赫兹或者60赫兹。例如中国大陆、日本东部、新加坡和欧洲大部分国家使用50赫兹交流电，而日本西部、韩国、台湾、美国和加拿大使用60赫兹交流电。

## 赫兹的衍生單位
| 分数           | 分数 | 分数   |         | 倍数 | 倍数   | 倍数 |
| 值             | 符号 | 名稱   | 值      | 符号 | 名稱   |      |
| 10−1 Hz        | dHz  | 分赫兹 | 101 Hz  | daHz | 十赫兹 |      |
| 10−2 Hz        | cHz  | 厘赫兹 | 102 Hz  | hHz  | 百赫兹 |      |
| 10−3 Hz        | mHz  | 毫赫兹 | 103 Hz  | kHz  | 千赫兹 |      |
| 10−6 Hz        | µHz  | 微赫兹 | 106 Hz  | MHz  | 赫兹   |      |
| 10−9 Hz        | nHz  | 赫兹   | 109 Hz  | GHz  | 吉赫兹 |      |
| 10−12 Hz       | pHz  | 皮赫兹 | 1012 Hz | THz  | 赫兹   |      |
| 10−15 Hz       | fHz  | 飛赫兹 | 1015 Hz | PHz  | 拍赫兹 |      |
| 10−18 Hz       | aHz  | 阿赫兹 | 1018 Hz | EHz  | 艾赫兹 |      |
| 10−21 Hz       | zHz  | 赫兹   | 1021 Hz | ZHz  | 赫兹   |      |
| 10−24 Hz       | yHz  | 赫兹   | 1024 Hz | YHz  | 赫兹   |      |
| 10−27 Hz       | rHz  | 柔赫兹 | 1027 Hz | RHz  | 赫兹   |      |
| 10−30 Hz       | qHz  | 亏赫兹 | 1030 Hz | QHz  | 赫兹   |      |
| 粗体为常用单位 |      |        |         |      |        |      |